# شاهد ما شافش حاجة (مسرحية)
شاهد ما شافش حاجة مسرحية كوميدية فكاهية مصرية من بطولة الممثل عادل إمام وتمثيل عمر الحريري وناهد جبر ومن إخراج هاني مطاوع. تم انتاجها وعرضها عام 1976

## الطاقم
- عادل إمام ( سرحان عبد البصير )
- عمر الحريري ( المقدم احمد عبد السلام )
- سمير ولي الدين ( الشاويش حسين )
- نصر سيف ( المتهم متولي مرزوق )
- بدر نوفل ( المحامي خليفة خلف خلف الله خلف خلاف )
- ناهد جبر ( مديحة )
- نظيم شعراوي ( رئيس المحكمة )
- سعيد طرابيك ( قاسم وكيل النيابة )
- سامي جوهر ( برعي )

## قصة المسرحية
بطل المسرحية هو «سرحان عبد البصير» (عادل إمام) الذي يعمل ممثلا في برنامج للأطفال في التلفزيون يجسد فيه شخصية الأرنب سفروت، سرحان في حياته الشخصية ساذج مثل الأرنب الذي يمثله. في إحدى الليالي تحدث جريمة قتل في البناية التي يسكنها سرحان، ويصدف أن يكون هو آخر من شاهد القتيلة حية، فيتم إحضاره إلى المحكمة ليشهد، فتحدث مواقف ساخرة. وأدّى سامي العدل دور الأسد في المسرحية. تنتهي المسرحية بان أصبح سرحان عبد البصير شخصا آخر.

## الخلاف القانوني
المسرحية مأخوذة عن نص تمثيلة إذاعية بعنوان «حدوتة الأرنب سفروت» تعاقد مؤلفاها على تحويلها إلى مسرحية مقابل 300 جنيها مصريا. عند الإعلان عن المسرحية لم يدرج اسما المؤلفان في الإعلانات فاعترض المؤلفان لكن المنتج رفض إدراج اسميهما لذا رفع المؤلفان دعوى قضائية عام 1976 أمام محكمة جنوب القاهرة الابتدائية التي حكمت عام 1982 بتعويضهما بمبلغ عشرة آلاف جنيه، فاستأنف المدعى عليه على الحكم وحكمت محكمة الاستئناف لصالحه، ووصلت القضية إلى محكمة النقض التي قامت عام 1987 بنقض حكم محكمة الاستئناف فطرحت القضية من جديد على محكمة الاستئناف بالقاهرة التي أقرت أن يتم تعويضهما بمبلغ 30 ألف جنيه.